# Vee

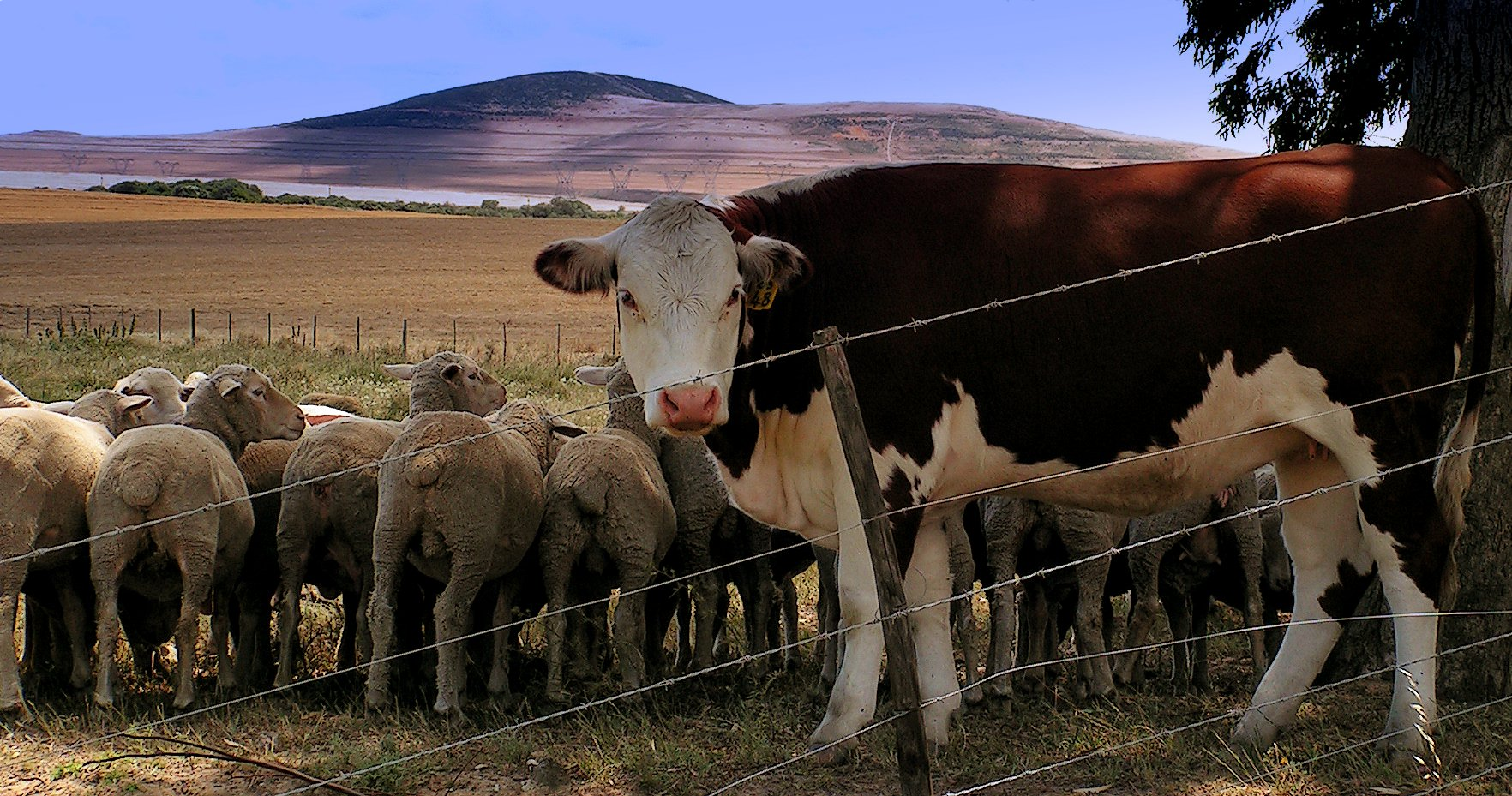
Een koe en schapen

Vee zijn door de mens gedomesticeerde dieren die in de landbouw om economische redenen gehouden worden, doorgaans als voedselbron. 

## Diersoorten
De belangrijkste diersoorten die tot vee gerekend worden zijn rund (zie ook rundveerassen), varken, schaap (zie ook schapenrassen) en geit. Daarnaast zijn er verschillende soorten pluimvee zoals kip, kalkoen, parelhoen, gans en eend. Soms rekent men de ezel tot vee, en ook wel het paard en verschillende pelsdieren. In toenemende mate houdt men in Europese regionen andere, soms meer exotische dieren als vee, zoals struisvogel, emoe, hert en kangoeroe. Ook het houden en kweken van vis (visteelt) rekent men tot veeteelt. Buiten Europa komen daar nog andere soorten bij, bijvoorbeeld de kameel, dromedaris en lama.

## Kleinvee
Het begrip kleinvee wordt gebruikt voor al het vee dat kleiner is dan een ezel, in het bijzonder voor schapen, geiten en pluimvee, maar ook voor bijen. Het begrip grootvee wordt in de landbouw meestal voor volwassen runderen gebruikt om onderscheid te maken tot jongvee.